# 山田順策
山田 順策（やまだ じゅんさく、1887年（明治20年）2月23日 - 1961年（昭和36年）6月19日）は、日本の政治家、実業家、歯科医師。衆議院議員（2期）、旧静岡市長（1期）。
歯科医、自動車業、金融関係など、多種の業績に貢献した。

## 経歴
1887年（明治20年）、静岡県庵原郡瀬名村（現・静岡市葵区）で生まれる。1906年（明治39年）、静岡県立静岡中学校を卒業し東京歯科医学専門学校（現・東京歯科大学）に進学する。1911年（明治44年）、東京歯科医学専門学校を卒業し歯科医となる。1912年（大正元年）、静岡市に歯科医院を開業。
1921年（大正10年）、静岡市会議員となり政治家として活動を開始する。静岡市会議員は25年務める。1923年（大正12年）、静岡自動車株式会社を設立し、初代社長となる。1925年（大正14年）、静岡県自動車組合連合会会長となる。1931年（昭和6年） 静岡県会議員となる。当時は県会議員と市会議員を兼任できたため県会議員選挙に当選後も静岡市会議員も兼任する。同年、静岡乗合自動車協会会長に就任し日本乗合自動車協会副会長にも就任する。1932年（昭和7年）、静岡県歯科医師会会長となる。1933年（昭和8年）、日本歯科医師会代議員となる。
1937年（昭和12年）、立憲民政党公認で旧静岡1区から第20回衆議院議員総選挙に立候補し当選し衆議院議員となるが、帝国議会議員と市会議員も兼任可能だったため総選挙当選後も静岡市会議員と兼任する。1940年（昭和15年）、静岡県自動車学校を設立する。1942年（昭和17年）、静岡市信用組合（現・しずおか焼津信用金庫）の組合長となる。同年の第21回衆議院議員総選挙に翼賛政治体制協議会の推薦候補として立候補し2回目の当選を果たす。当選後は翼賛政治会・大日本政治会に所属。1943年 (昭和18年)  静岡交通自動車株式会社の取締役社長となる。1945年（昭和20年） 静岡女子薬学専門学校（現静岡県立大学薬学部）の理事長となる。同年大日本政治会を母体として日本進歩党が結党されると山田も進歩党に参加した。
1946年（昭和21年）、全国信用組合協会の副会長となるが翼賛選挙で翼賛政治体制協議会の推薦候補として当選したため同年公職追放となる。追放解除後の1951年（昭和26年）、静岡薬学専門学校（現静岡県立大学薬学部）の理事長となる。1952年（昭和27年）、静岡県歯科技工士協会の顧問となる。1953年（昭和28年）、静岡信用金庫の理事長となる。
1955年（昭和30年） 静岡市長選挙に立候補して当選し政界に復帰。市政の改革、刷新を図り、積年の赤字約1億2千万円を就任2年で解消。同年、県市長会長、東海地区市長会長、全国市長会副会長を務める。1957年（昭和32年） 静岡ライオンズクラブの会長となる。1959年（昭和34年） 静岡市長を退任し政界から引退。
1960年（昭和35年）、全国信用不動産会社取締役となる。同年、藍綬褒章受章。1961年（昭和36年）、74歳で死亡。勲三等旭日中綬章受章。

## 親族
- 静岡県議会議員の山田誠は順策の孫。